# Professional'naya basketbol'naya liga 2012-2013
La Professional'naya basketbol'naya liga 2012-2013 è stata la 22ª edizione del massimo campionato russo di pallacanestro maschile. La vittoria finale è stata ad appannaggio del CSKA Mosca.

## Formula
Il campionato si è articolato in un girone unico, con partite di andata e ritorno. A seguito dell'unificazione con la VTB United League le partite giocate tra le squadre russe in quest'ultima competizione sono state ritenute valide anche per il campionato russo.

## Risultati

### Stagione regolare
|     | Squadra              | G  | V  | P  | PF   | PS   | Pt. |
| --- | -------------------- | -- | -- | -- | ---- | ---- | --- |
| 1.  | CSKA Mosca           | 18 | 16 | 2  | 1414 | 1160 | 34  |
| 2.  | Chimki               | 18 | 13 | 5  | 1466 | 1369 | 31  |
| 3.  | Sptk. S. Pietroburgo | 18 | 10 | 8  | 1264 | 1244 | 28  |
| 4.  | Lokomotiv Kuban'     | 18 | 9  | 9  | 1316 | 1340 | 27  |
| 5.  | UNICS Kazan'         | 18 | 8  | 10 | 1273 | 1253 | 26  |
| 9.  | Nižnij Novgorod      | 18 | 8  | 10 | 1301 | 1283 | 26  |
| 7.  | Kr. Kryl. Samara     | 18 | 8  | 10 | 1265 | 1277 | 26  |
| 8.  | Zenit S. Pietroburgo | 18 | 8  | 10 | 1324 | 1377 | 26  |
| 9.  | Spartak Primor'e     | 18 | 7  | 11 | 1255 | 1401 | 24  |
| 10. | Enisey Krasnojarsk   | 18 | 3  | 15 | 1230 | 1404 | 21  |

| Professional'naya basketbol'naya liga 2012-2013 |
| ----------------------------------------------- |
| CSKA Mosca 20º titolo                           |

## Formazione vincitrice
| N° | Naz.                   | Ruolo | Sportivo             |  | Alt. |  |
| -- | ---------------------- | ----- | -------------------- |  | ---- |  |
| 4  | Serbia (bandiera)      | P     | Miloš Teodosić       |  | 195  |  |
| 5  | Serbia (bandiera)      | C     | Vladimir Micov       |  | 203  |  |
| 6  | Russia (bandiera)      | AC    | Aleksandr Gudumak    |  | 204  |  |
| 7  | Stati Uniti (bandiera) | P     | Aaron Jackson        |  | 193  |  |
| 11 | Russia (bandiera)      | C     | Dmitrij Sokolov      |  | 214  |  |
| 12 | Serbia (bandiera)      | C     | Nenad Krstić         |  | 213  |  |
| 13 | Stati Uniti (bandiera) | GA    | Sonny Weems          |  | 198  |  |
| 14 | Russia (bandiera)      | A     | Aleksej Zozulin      |  | 199  |  |
| 17 | Serbia (bandiera)      | AC    | Zoran Erceg          |  | 213  |  |
| 18 | Russia (bandiera)      | G     | Evgenij Voronov      |  | 190  |  |
| 20 | Russia (bandiera)      | AG    | Andrej Voroncevič    |  | 204  |  |
| 24 | Russia (bandiera)      | C     | Saša Kaun            |  | 210  |  |
| 31 | Russia (bandiera)      | AG    | Viktor Chrjapa       |  | 206  |  |
| 33 | Russia (bandiera)      | G     | Anton Ponkrašov      |  | 200  |  |
| 44 | Grecia (bandiera)      | P     | Theodōros Papaloukas |  | 200  |  |
|    | Italia (bandiera)      | All.  | Ettore Messina       |  |      |  |